# JET (우주선)
JET(제트)는 엔셀라두스와 타이탄을 탐사하는 탐사선이다. 목적은 엔셀라두스와 타이탄의 기원을 알아내는 것이다.

## 역사와 제작배경
2008년, 카시니 하위헌스가 엔셀라두스 간헐천에서 유기물을 발견했다. 그리고 간헐천 성분 중 소금도 발견했다. 또한 지하 바다의 존재가 밝혀지자 이런 연구결과에 힘 입어 더 많은 자료를 알아내자고 2011년 디스커버리 계획에 제안되었으나, 루시와 프시케가 최종적으로 디스커버리 13과 14로 선출되며 선출되지 않았다.

## 과학장비
STEAM:질량분석기로, 타이탄과 엔셀라두스의 분출물과 대기의 구성을 연구하는 것이 목적이다.
TIGER:카메라로, 엔셀라두스와 타이탄의 표면 사진과 풍경을 찍는 것이 목적이다.

## 발사
2021년 발사 예정이었으나, 취소되며 무산되었다.

## 지원, 개발, 투자
- NASA
- JPL
- GSFC
- ULA[15]

## 같이 보기
- 생명의 기원
- 우주생물학
- 디스커버리 프로그램
- 엔셀라두스 생명체 탐사선
- 엔셀라두스 탐사선
- 유로파 클리퍼
- 엔셀라두스 및 타이탄 탐사선
- LIFE (우주선)